# Pareronia iobaea
Pareronia iobaea is een vlindersoort uit de familie van de Pieridae (witjes), onderfamilie Pierinae.
Pareronia iobaea werd in 1832 beschreven door Boisduval.